# Coppermine-128
Coppermine-128 è una generazione di processori Intel Celeron, derivata dal core Coppermine utilizzato nei Pentium III.

## Caratteristiche tecniche
Come il nome stesso fa intuire si tratta di una versione semplificata di Coppermine con solo 128 KB di cache L2 (Coppermine vanta invece una cache di 256 KB). È stato sviluppato per poter essere integrato nei sistemi a basso costo, pur mantenendo le altre caratteristiche peculiari dell'architettura, tra cui supporto alle MMX ed SSE e ovviamente processo produttivo a 180 nm. Il bus inizialmente a 66 MHz è stato poi portato a 100 MHz.
Per informazioni approfondite sulle caratteristiche di questo core si consiglia di vedere quelle del "fratello maggiore" Coppermine

## Modelli arrivati sul mercato
La tabella seguente mostra i modelli di Celeron, basati su core Coppermine-128, arrivati sul mercato. Molti di questi condividono caratteristiche comuni pur essendo basati su diversi core; per questo motivo, allo scopo di rendere maggiormente evidente tali affinità e "alleggerire" la visualizzazione alcune colonne mostrano un valore comune a più righe. Di seguito anche una legenda dei termini (alcuni abbreviati) usati per l'intestazione delle colonne:
- Nome Commerciale: si intende il nome con cui è stato immesso in commercio quel particolare esemplare.
- Data: si intende la data di immissione sul mercato di quel particolare esemplare.
- Socket: lo zoccolo della scheda madre in cui viene inserito il processore. In questo caso il numero rappresenta oltre al nome anche il numero dei pin di contatto.
- Clock: la frequenza di funzionamento del processore.
- Molt.: sta per "Moltiplicatore" ovvero il fattore di moltiplicazione per il quale bisogna moltiplicare la frequenza di bus per ottenere la frequenza del processore.
- Pr.Prod.: sta per "Processo produttivo" e indica tipicamente la dimensione dei gate dei transistors (180 nm, 130 nm, 90 nm) e il numero di transistor integrati nel processore espresso in milioni.
- Voltag.: sta per "Voltaggio" e indica la tensione di alimentazione del processore, dove ne sono presenti più di uno sta a significare la produzione da parte del costruttore dello stesso processore con stepping, e quindi voltaggi, differenti.
- Watt: si intende il consumo massimo di quel particolare esemplare.
- Bus: frequenza del bus di sistema.
- Cache: dimensione delle cache di 1º e 2º livello.
- XD: sta per "XD-bit" e indica l'implementazione della tecnologia di sicurezza che evita l'esecuzione di codice malevolo sul computer.
- 64: sta per "EM64T" e indica l'implementazione della tecnologia a 64 bit di Intel.
- HT: sta per "Hyper-Threading" e indica l'implementazione della esclusiva tecnologia Intel che consente al sistema operativo di vedere 2 core logici.
- ST: sta per "SpeedStep Technology" ovvero la tecnologia di risparmio energetico sviluppata da Intel e inserita negli ultimi Pentium 4 Prescott serie 6xx per contenere il consumo massimo.
- VT: sta per "Vanderpool Technology", la tecnologia di virtualizzazione che rende possibile l'esecuzione simultanea di più sistemi operativi differenti contemporaneamente.

| Nome commerciale  | Data        | Socket | Clock   | Molt. | Pr.prod.       | Voltag. | Watt | Bus     | Cache            | XD | 64 | HT | ST | VT |
| ----------------- | ----------- | ------ | ------- | ----- | -------------- | ------- | ---- | ------- | ---------------- | -- | -- | -- | -- | -- |
| Celeron 533 A MHz | 29/mar/2000 | 370    | 533 MHz | 8x    | 180 nm 19 mil. | 1,65 V  | 17 W | 66 MHz  | L1=32KB L2=128KB | No | No | No | No | No |
| Celeron 566 MHz   | 29/mar/2000 | 370    | 566 MHz | 8,5x  | 180 nm 19 mil. | 1,65 V  | 17 W | 66 MHz  | L1=32KB L2=128KB | No | No | No | No | No |
| Celeron 600 MHz   | 29/mar/2000 | 370    | 600 MHz | 9x    | 180 nm 19 mil. | 1,65 V  | 17 W | 66 MHz  | L1=32KB L2=128KB | No | No | No | No | No |
| Celeron 633 MHz   | 26/giu/2000 | 370    | 633 MHz | 9,5x  | 180 nm 19 mil. | 1,65 V  | 17 W | 66 MHz  | L1=32KB L2=128KB | No | No | No | No | No |
| Celeron 667 MHz   | 26/giu/2000 | 370    | 667 MHz | 10x   | 180 nm 19 mil. | 1,65 V  | 17 W | 66 MHz  | L1=32KB L2=128KB | No | No | No | No | No |
| Celeron 700 MHz   | 26/giu/2000 | 370    | 700 MHz | 10,5x | 180 nm 19 mil. | 1,65 V  | 17 W | 66 MHz  | L1=32KB L2=128KB | No | No | No | No | No |
| Celeron 733 MHz   | 13/nov/2000 | 370    | 733 MHz | 11x   | 180 nm 19 mil. | 1,65 V  | 17 W | 66 MHz  | L1=32KB L2=128KB | No | No | No | No | No |
| Celeron 766 MHz   | 13/nov/2000 | 370    | 766 MHz | 11,5x | 180 nm 19 mil. | 1,65 V  | 17 W | 66 MHz  | L1=32KB L2=128KB | No | No | No | No | No |
| Celeron 800 MHz   | 3/gen/2001  | 370    | 800 MHz | 8x    | 180 nm 19 mil. | 1,75 V  | 27 W | 100 MHz | L1=32KB L2=128KB | No | No | No | No | No |
| Celeron 850 MHz   | 21/mag/2001 | 370    | 850 MHz | 8,5x  | 180 nm 19 mil. | 1,75 V  | 27 W | 100 MHz | L1=32KB L2=128KB | No | No | No | No | No |
| Celeron 900 MHz   | 2/lug/2001  | 370    | 900 MHz | 9x    | 180 nm 19 mil. | 1,75 V  | 27 W | 100 MHz | L1=32KB L2=128KB | No | No | No | No | No |
| Celeron 950 MHz   | 31/ago/2001 | 370    | 950 MHz | 9,5x  | 180 nm 19 mil. | 1,75 V  | 27 W | 100 MHz | L1=32KB L2=128KB | No | No | No | No | No |
| Celeron 1 GHz     | 31/ago/2001 | 370    | 1 GHz   | 10x   | 180 nm 19 mil. | 1,75 V  | 27 W | 100 MHz | L1=32KB L2=128KB | No | No | No | No | No |
| Celeron 1,1 GHz   | 31/ago/2001 | 370    | 1,1 GHz | 11x   | 180 nm 19 mil. | 1,75 V  | 27 W | 100 MHz | L1=32KB L2=128KB | No | No | No | No | No |

Nota: la tabella soprastante è un estratto di quella completa contenuta nella pagina del Celeron.

## Il successore
Coppermine-128 è stato sostituito dal Celeron con core Tualatin, lo stesso core alla base anche del successore del Pentium III Coppermine.